# ТамТам
ТамТам — кроссплатформенный мессенджер, разработанный Mail.ru Group (ныне: VK) в 2017 году. Позволяет вести текстовую переписку (в том числе в групповых чатах), отправлять голосовые сообщения, создавать каналы, а также обмениваться фотографиями, GIF-анимацией, музыкой, видео и стикерами.

## История
Мессенджер был запущен в июле 2016 под названием «ОК сообщения». 25 мая 2017 мессенджер был ребрендирован в ТамТам, тогда же были запущены каналы. В августе 2018 ТамТам стало возможно использовать независимо от «Одноклассников». По состоянию на октябрь 2021 года приложение ТамТам под Android насчитывает более 10 млн загрузок.
В апреле 2020 года ТамТам вошёл в список «социально значимых» ресурсов, составленный Минкомсвязи.

## Особенности мессенджера

#### Чаты
В приватных и публичных чатах могут участвовать до 20 000 человек. Возможность модерации чатов администраторами (до 50 администраторов). ТамТам позволяет задать короткую ссылку для публичного канала или длинную приватную для закрытых чатов. Есть функции упоминания, цитирования, ответов, пересылки сообщений, а также отметки о прочтении. В веб-версии ТамТам можно просматривать 50 последних сообщений в публичных чатах без регистрации в мессенджере. Есть возможность создать закрытый чат без ссылки.

#### Каналы
Приватные и публичные каналы с неограниченным количеством участников. ТамТам позволяет задать короткую ссылку для публичного канала или длинную приватную для закрытых каналов. Возможность модерации канала администраторами (до 50 администраторов). В браузере можно просматривать 50 последних сообщений в публичных каналах без регистрации в мессенджере. Есть возможность создать закрытый канал без ссылки.

#### Звонки
Групповые видеозвонки до 100 участников. Возможность позвонить в чат, а также создать звонок по ссылке, к которому можно присоединиться в браузере без регистрации в мессенджере. Демонстрация экрана при видеозвонке с компьютера. Также без регистрации можно по ссылке присоединяться к аудио- и видеозвонкам.

#### Bot API
Bot API — открытая платформа для разработчиков чат-ботов. Разработчики могут расширять функциональность мессенджера с помощью ботов-конструкторов. Официальные боты: @reactions для лайков и реакций, @comments для обсуждений, @antispam для защиты чатов от спама, @stickers для добавления стикеров.

#### Безопасность
Для шифрования переписки в ТамТам используется протокол TLS, а также собственные протоколы разработчика. Данные хранятся в распределенной сети серверов.

#### Стикеры и GIF
ТамТам поддерживает анимированные («живые») стикеры. Есть поддержка пользовательских стикерпаков.
Встроенные анимационные GIF от Tenor.

#### Геосервисы
Поддержка отправки местоположения пользователя (точка на карте). Возможность включить постоянную трансляцию местоположения в диалоге с другим пользователем. Живая трансляция местоположения в чатах и диалогах.

#### Облачное хранение
Вся переписка пользователей ТамТам хранится в облаке. Объём хранимых файлов не ограничен. Максимальный размер одного файла — 2 Гб.

#### Просмотр видео
Встроенный плеер для видео с поддержкой режима «картинка в картинке». Поддержка звуковых дорожек при отправке видео файлом. Прослушивание видео в фоне на мобильных. Поддержка Chromecast позволяет передавать видео из ТамТам на телевизор.

#### Редактирование
Прикрепление сообщений в чатах и каналах. Отправка и редактирование коллажей, включая фото и видео.
В чатах и диалогах сообщения можно редактировать в течение 24 часов, в каналах — бессрочно. Можно сохранять черновики сообщений.

#### Оформление
Дневная и ночная темы с переключением по расписанию или в зависимости от освещения. ТамТам позволяет создавать собственные темы в формате .ttstyle. ТамТам поддерживает нативную темную тему на Android, iOS и macOS.

## Критика
ТамТам подвергся критике за промокампанию в день блокировки мессенджера Telegram в России 13 апреля 2018. В мессенджере ТамТам были обнаружены клоны множества телеграм-каналов, в том числе анонимных. В подавляющем большинстве случаев авторы, чьи телеграм-каналы были клонированы, заявляли о своей непричастности к появлению неавторизованных копий.
В итоге агрессивное продвижение ТамТам было свёрнуто, по ряду источников — в связи с нежеланием руководства Mail.Ru Group ассоциироваться с преследованием мессенджера Telegram российскими властями.